# Front populaire national (Népal)
Le Front populaire national (en népalais : राष्ट्रिय जनमोर्चा, romanisé : Rastriya Janamorcha, abrégé : RJ) est un parti politique népalais. Il est fondé une première fois en 1995 en tant que façade légale du Parti communiste du Népal (Masal) (en). L'ancien vice-premier ministre, Chitra Bahdur KC, est le président du parti,.
Il est refondé en 2006 après s'être éloigné de Front populaire du Népal et agit toujours comme la façade légale du Parti communiste du Népal (Unity Centre - Masal) (en), dirigé par Mohan Bikram Singh (en) (issu de la fusion des partis communistes Masal et Unity Centre). Le parti reste une force politique forte, principalement dans les districts de Baglung et de Pyuthan. 
Le parti préconise la décentralisation au sein de l'ancien système unitaire.